# Vahide Perçin
Vahide Perçin (Smirne, 13 giugno 1965) è un'attrice turca, nota per aver interpretato il ruolo di Hünkar Saraçoğlu Yaman nella serie Terra amara (Bir Zamanlar Çukurova) e per quello di Güzide Özgüder nella serie Tradimento (Aldatmak).

## Biografia
Nata nel 1965 a Smirne (Turchia) dalla madre casalinga e dal padre camionista, Vahide Perçin ha una sorella, Güven. Nata e cresciuta da una famiglia di immigrati greci, durante gli anni in cui è stata sposata con Altan Gördüm, è stata accreditata con il nome di Vahide Gördüm e dopo il divorzio è tornata ad utilizzare il suo cognome di nascita.
Ha studiato grafica al liceo, poi si è iscritta presso la facoltà di economia, ma la sua mente era concentrata sulla recitazione. Successivamente ha deciso di iscriversi presso il dipartimento teatrale della facoltà di belle arti della Dokuz Eylul University, dove ha sostenuto gli esami e dopo averli superati ha conseguito la laurea. Ha ricevuto il massimo sostegno da parte del suo insegnante Özdemir Nutku presso il dipartimento di teatro DEU GSF, il quale l'ha nominata come Miglior studentessa. Dopo essersi diplomata, si è stabilita ad Ankara, dove ha accettato l'offerta da parte del teatro statale e in seguito si è trasferita ad Adana.
Dal 2003 al 2005 è entrata nel mondo della televisione con il ruolo di Suzan Kozan nella serie in onda su ATV Bir İstanbul Masalı. Subito dopo è apparsa davanti al pubblico con il ruolo di Fulya nella serie in onda su Kanal D Hırsız Polis. Nel 2006 ha condiviso il ruolo principale con Çetin Tekindor nel film İlk Aşk diretto da Nihat Durak. Dal 2007 al 2009 ha interpretato il personaggio di Zeynep Eğilmez nella serie in onda su Kanal D Annem. Nel 2011 e nel 2012 ha dato vita al personaggio di Zehra Yılmaz nella serie in onda su Show TV Adını Feriha Koydum. Nel 2012 e nel 2013 ha ricoperto il ruolo di Deniz Korel nella serie in onda su Fox Merhaba Hayat. Nel 2013 e nel 2014 è stata scritturata per interpretare il ruolo di Hürrem Sultan nella serie in onda su Star TV Il secolo magnifico (Muhteşem Yüzyıl). Nel 2016 ha interpretato il ruolo di Cennet nella serie in onda su Star TV Göç Zamanı. Nel 2016 e nel 2017 ha ottenuto il ruolo di Gönül Aslan nella serie in onda su Star TV Anne. Dal 2018 al 2020 è stata scelta per interpretare il ruolo di Hünkar Saraçoğlu Yaman nella serie in onda su ATV Terra amara (Bir Zamanlar Çukurova), insieme agli attori Hilal Altınbilek, Uğur Güneş, Murat Ünalmış e Kerem Alışık. Dal 2022 al 2024 ha ottenuto il ruolo della protagonista Güzide Özgüder nella serie in onda su ATV Tradimento (Aldatmak). Nel 2024 ha accettato di interpretare il ruolo di İsmet Hanım nella serie in onda su Now Şakir Paşa Ailesi: Mucizeler ve Skandallar.

## Vita privata
Dal 1991 al 2013 è stata sposata con l'attore Altan Gördüm, dal quale ha avuto una figlia, Alize, nata nel 1994. Dopo il matrimonio fino al divorzio ha deciso di utilizzare il cognome del marito come suo cognome d'arte. Nel 2011 le è stato diagnosticato un cancro al seno ed è stata curata.

## Filmografia

### Cinema
- Anlat İstanbul, regia di Kudret Sabancı (2005)
- İlk Aşk, regia di Nihat Durak (2006)
- İyi Seneler Londra, regia di Berkun Oya (2007)
- Devrim Arabaları, regia di Tolga Örnek (2008)
- Zefir, regia di Belma Baş (2011)
- Ayhan Hanım, regia di Levent Semerci (2012)
- Kapı, regia di Nihat Durak (2019)

### Televisione
- Bir İstanbul Masalı – serie TV, 21 episodi (ATV, 2003-2005)
- Hırsız Polis – serie TV (Kanal D, 2005-2007)
- Annem – serie TV, 64 episodi (Kanal D, 2007-2009)
- Adını Feriha Koydum – serie TV, 67 episodi (Show TV, 2011-2012)
- Merhaba Hayat – serie TV, 13 episodi (Fox, 2012-2013)
- Il secolo magnifico (Muhteşem Yüzyıl) – serie TV, 36 episodi (Star TV, 2013-2014)
- Göç Zamanı – serie TV, 15 episodi (Star TV, 2016)
- Anne – serie TV, 32 episodi (Star TV, 2016-2017)
- Terra amara (Bir Zamanlar Çukurova) – serie TV, 71 episodi (ATV, 2018-2020)
- Tradimento (Aldatmak) – serie TV, 71 episodi (ATV, 2022-2024)
- Şakir Paşa Ailesi: Mucizeler ve Skandallar – serie TV (Now, 2024-2025)

### Cortometraggi
- La, regia di Elif Nur Kerkük (2007)

## Teatro
- Macbeth di William Shakespeare
- Fehmi Paşa Konağı di Turgut Özakman
- Yer Demir Gök Bakır di Yaşar Kemal, presso il teatro d'arte di Ankara (1992)
- 403.Kilometre di İsmet Küntay, presso il teatro d'arte di Ankara (1993)
- Pazar Keyfi di G. Mitchelle, presso il teatro d'arte di Ankara (1994)
- Şeytan Örümceği di Erdogan Aytekin, presso il teatro statale di Smirne (1996)
- Oyunun Oyunu di Michael Frayn, presso il teatro statale di Smirne (1997)
- Barış di Aristopfones, presso il teatro statale di Smirne (1998)
- Köse Dağın Köprüsü di Erol Aksoy, presso il teatro statale di Smirne (1999)
- Ayrılık di Behiç Ak, presso il teatro d'arte di Ankara (2000)
- Kızılırmak Karakoyun di Tuncer Cücenoğlu, presso il teatro statale di Adana (2001)
- Cadı Kazanı di Arthur Miller, presso il teatro statale di Adana (2001)
- Olağanüstü Bir Gece di Jerome Chodorov, presso il teatro statale di Adana (2002)
- Evlilikte Ufak Tefek Cinayetler di Éric-Emmanuel Schmitt - Oyun Atölyesi (2007)
- Kadınlar, Filler ve Saireler di Yunus Emre Gümüş, presso il BKM (2016)

## Doppiatrici italiane
Nelle versioni in italiano dei suoi film e delle sue serie TV, Vahide Perçin è stata doppiata da:
- Daniela Abbruzzese[29] in Terra amara,[30] in Tradimento[31]

## Riconoscimenti
- Adana Film Festival
  - 2007: Vincitrice come Miglior attrice per il film Ilk Ask
- International İzmit Film Festival
  - 2020: Candidata come Miglior attrice per la serie Terra amara (Bir Zamanlar Çukurova)
- Istituzione artistica
  - 1996: Titolo di miglior attrice
- Istanbul International Film Festival
  - 2014: Vincitrice come Miglior attrice per il film Ayhan Hanım
- Premio obiettivo d'oro dell'Associazione dei giornalisti della rivista
  - 2007: Vincitrice come Miglior attrice teatrale per Evlilikte Ufak Tefek Cinayetler
- Premi dell'Associazione dei giornalisti radiofonici e televisivi dell'anno
  - 2008: Vincitrice come Attrice dell'anno per la serie Annem
- PRODU Awards
  - 2020: Vincitrice come Miglior attrice in una serie televisiva straniera per la serie Terra amara (Bir Zamanlar Çukurova)
- Turkish Film Critics Association (SIYAD) Awards
  - 2008: Candidata come Miglior attrice non protagonista per il film Devrim Arabaları
- 14º Festival del cinema d'oro
  - 2007: Vincitrice come Miglior attrice per il film İlk Aşk